# Unmastered
Unmastered, skiva gjord av den amerikanske sångaren Jay Brannan. Den släpptes den 4 april 2007.

## Låtlista
1. "Half-Boyfriend"
2. "Body's a Temple"
3. "26-Hour Day"
4. "Unstable Boy"